# (16188) 2000 AH175
A (16188) 2000 AH175 a Naprendszer kisbolygóövében található aszteroida. A LINEAR projekt keretében fedezték fel 2000. január 7-én.